# Ian F. Akyildiz

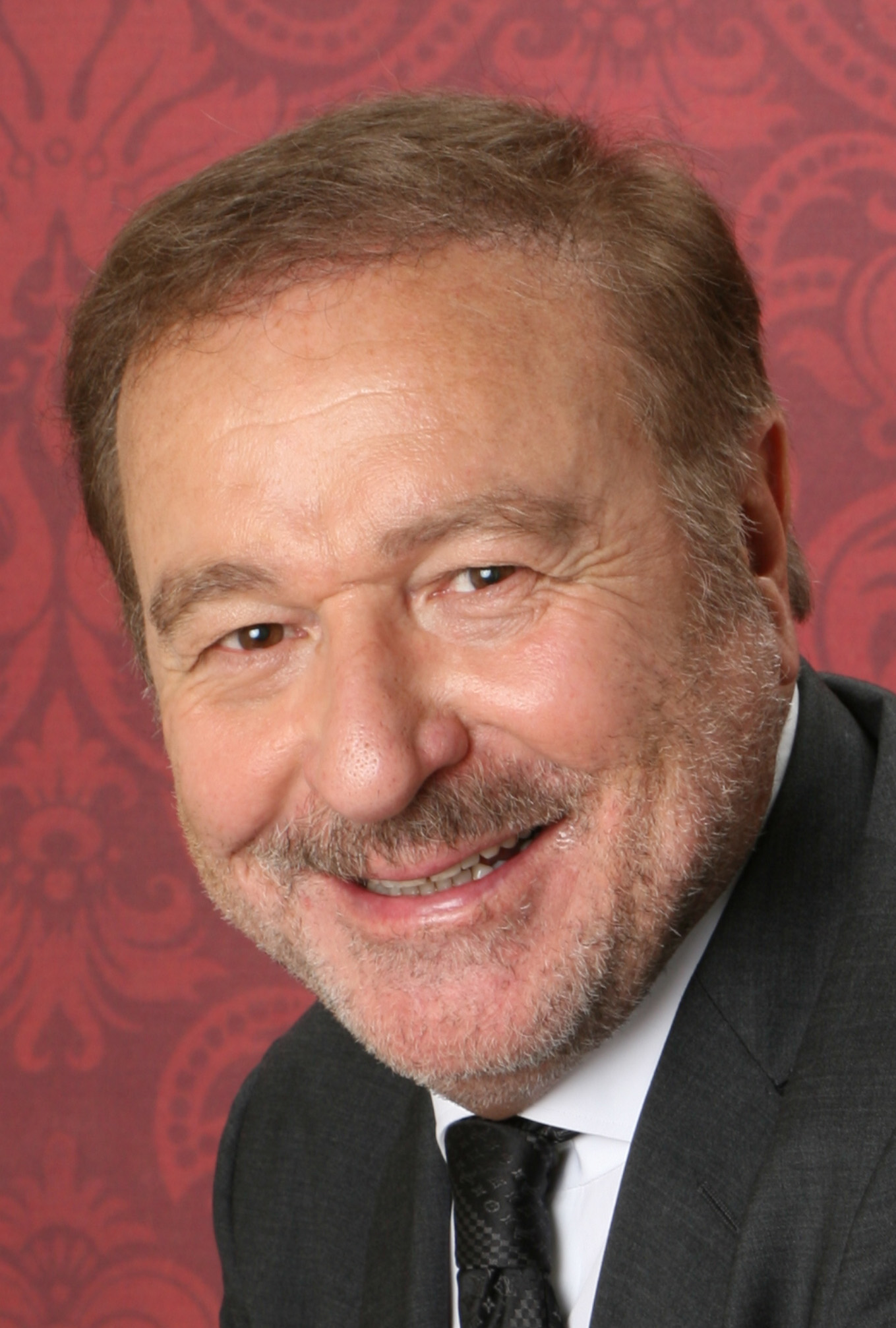
Ian F. Akyildiz

Ian F. Akyildiz (* 11. April 1954 in Istanbul als Ilhan Fuat Akyildiz) ist ein türkischer Informatiker und Ingenieur.
Akyildiz, dessen Vater eine Baufirma hatte (beide Eltern starben relativ früh), ging in Österreich zur Schule und studierte Informatik an der Universität Erlangen-Nürnberg mit dem Diplom 1981 und der Promotion 1984 (Leistungsanalyse von Multiprozessorsystemen mit Prozesskommunikation). Er ist Professor am Georgia Institute of Technology und Direktor des Broadband Wireless Networking (BWN) Laboratory.
Er war Gastprofessor in Chile, Paris (Universität Paris VI und Ecole nationale superieure des telecommunications), an der Polytechnischen Universität Kataloniens in Barcelona, wo er das N3Cat (NaNoNetworking Center in Catalunya) gründete, und in La Palma. Außerdem hat er eine Ehrenprofessur in Tampere in Finnland, wo er das Nano Communications Center (NCC) gründete.
Akyildiz ist unter anderem für Forschung zu drahtlosen Sensor-Netzwerken bekannt.
2011 erhielt er den W. Wallace McDowell Award. Er ist IEEE Fellow (1996) sowie Fellow der Association for Computing Machinery und der American Association for the Advancement of Science. 2011 erhielt er den türkischen TÜBITAK-Preis.

## Schriften
- mit X. Wang: Wireless Mesh Networks, Wiley 2009
- mit M. C. Vuran Wireless Sensor Networks, Wiley 2010
- mit Gunter Bolch Analyse von Rechensystemen: analytische Methoden zur Leistungsbewertung und Leistungsvorhersage, Teubner 1982
- als Herausgeber: Networking 2007 : ad hoc and sensor networks, wireless networks, next generation Internet, Proceedings 6th International IFIP-TC6 Networking Conference, Atlanta, Georgia, USA, 14.–18. Mai 2007, Lecture Notes in Computer Science 4479, Springer Verlag 2007
- mit Gunter Bolch Analytic solution techniques for queueing network models of computer systems, Arbeitsberichte des Instituts für Mathematische Maschinen und Datenverarbeitung, Informatik, Erlangen, Band 14, Nr. 4, 1981